# Шамролне
Шамролне су аустријска посластица. Састоје се од конуса или цеви теста; пуњене су шлагом или снегом од беланаца. Такође се називају пенасте ролне, оне су од лиснатог теста у облику шупљег ваљка, које се заслађују шлагом или снегом од беланаца. Оне су око 3 cm широке, дугачке око 12 cm. Пецива се праве тако што се танке траке теста спирално омотају око конусне лимене цеви, а затим се премазују и пеку. Слатка верзија се често уваља у крупни шећер или шећер у праху пре печења. 

## Историја
Ово је сорта корнета, коју су у Северну Америку донели менонити из Аустро-Угарске империје.  Такође популарни међу имигрантима из дунавског региона, шамролне могу да се праве дужине до пет инча и служе се као посластица за велике празнике као што је Божић, као и на венчањима и прославама прве причести. 

## Нутритивне информације
Као и многа пецива, овај десерт је високо калоричан; процењује се да аустријска шамролна има скоро 200 калорија по комаду, од чега 46 одсто чине масти, а 49 одсто угљени хидрати. 

## Назив десерта
Schillerlocken, алтернативни назив за пециво, сеже до Портрета Фридриха Шилера Антона Графа. Портрет приказује песника Фридриха Шилера са својим плавим локнама у релативно лежерној пози како седи за столом. Овај портрет, који се сада налази у Дрездену у Кугелгенхаусу, често је копиран и наишао је на широку употребу као бакрорез, што је довело до појаве имена овог пецива у популарној култури. 